# Lagenocarpus rigidus
Lagenocarpus rigidus là loài thực vật có hoa trong họ Cói. Loài này được (Kunth) Nees mô tả khoa học đầu tiên năm 1842.

## Hình ảnh

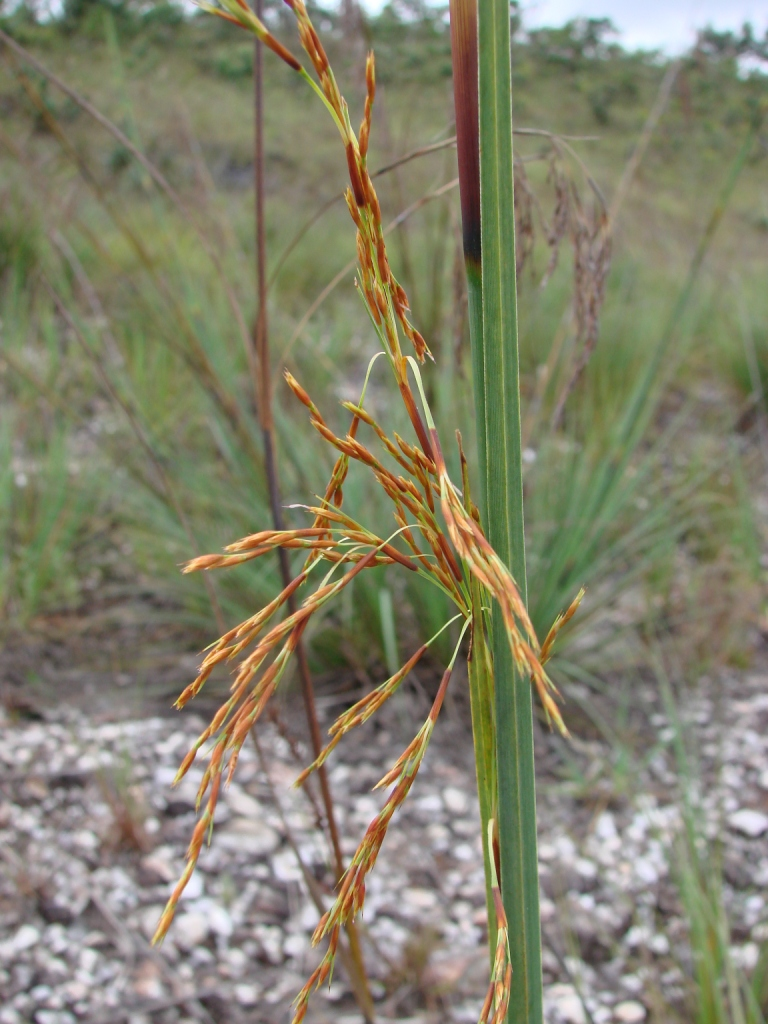